# Gianluigi Roveta
Gianluigi Roveta (né le 21 mai 1947 à Turin dans le Piémont) est un joueur de football italien, qui évoluait au poste de défenseur.
Surnommé Giangi, Rovetta est surtout connu pour sa période passée avec son club formateur de la Juventus (avec qui il joue en tout 86 matchs, le premier étant le 3 mars 1968 lors d'un match nul 0-0 contre l'AS Roma en Serie A).

## Palmarès
Juventus
- Championnat d'Italie (1) :
  - Champion : 1971-72.

- Coupe des villes de foires :
  - Finaliste : 1970-71.